# Неко (футболіст)
Маноел Нунес (порт. Manoel Nunes; 7 березня 1895, Сан-Паулу — 31 травня 1977, Сан-Паулу), більш відомий під ім'ям Неко (порт. Neco) — бразильський футболіст, нападник. Один з найкращих футболістів в історії «Корінтіанса» виступав за команду 17 років, провівши 315 матчів і забивши 239 м'ячів. Першим удостоївся статуї в садах слави команди, Сан-Жорже, в 1929 році. Довгий час працював теслею в Сан-Паулу, але був звільнений через прогули.
За збірну Бразилії провів 15 матчів і забив 8 м'ячів, вигравши 2 чемпіонати Південної Америки у 1919 та 1922 році.
У «Корінтіансі» Неко народився 1911 року у віці 16 років, через 2 роки він дебютував у дорослій команді. У 1915 році, коли «Корінтіанс» не виступав в офіційних матчах і майже збанкрутував, Неко виступав в офіційних матчах за «Маккензі Колеж», а в неофіційних за «Корінтіанс». Двічі Неко ставав найкращим бомбардиром Ліги Пауліста у 1914 році з 12 м'ячами та у 1920 з 24 м'ячами.
Дещо відомий не лише своєю футбольною майстерністю, а й невитриманим характером. Коли бібліотека «Корінтіанса» була реквізована через несплату орендної плати, Неко увірвався до бібліотеки, щоб урятувати книги. Коли Неко працював тренером «Корінтіанса», його усунули на 18 матчів після того, як він ударив арбітра.

## Як гравець

### Командні
- Чемпіон штату Сан-Паулу: 1914, 1916, 1922, 1923, 1924, 1928, 1929, 1930
- Чемпіон Південної Америки: 1919, 1922
- Бронзовий призер Чемпіонату Південної Америки: 1917

## Індивідуальні
Найкращий бомбардир Ліги Пауліста: 1914 (12 голів), 1920 (24 голи)
Найкращий бомбардир чемпіонату Південної Америки: 1919 (разом із Фріденрайхом; по 4 голи)

## Як тренер
Чемпіон штату Сан-Паулу: 1937